# Peshkopia

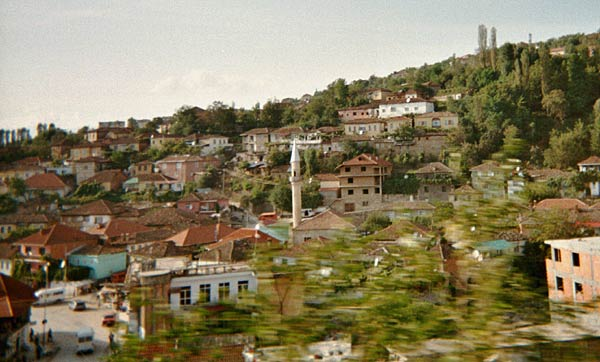
Utsikten i orten Peshkopia.

Peshkopia (på albanska Peshkopi med böjningsformen Peshkopia) är en stad i nordöstra Albanien, som är centralort i distriktet Dibra och residensstad för Dibraprefekturen. Staden har 14 000 invånare (2004).
Peshkopia är rik på naturtillgångar såsom krom och marmor. Staden omges av ett populärt naturområde med landets högsta berg Korab och nationalparken Lura, vars skönhet har besjungits av albanska poeter.